# Apollonia Hirscher
Apollonia Hirscher (? – Brassó, 1547. december 31.) erdélyi szász patricius, kereskedő. Férje, Lukas Hirscher (III.) városbíró halála után átvette annak üzleteit, kinek kereskedelmi kapcsolatai Ausztriától Törökországig terjedtek, és sikeresen vezette azokat egészen haláláig. Számos alkalommal adakozott különféle célokra, és az ő nevéhez fűződik a főtéri Árucsarnok felépítése is. Brassó egyik leggazdagabb és legbefolyásosabb polgára volt egy olyan időben, melyben az üzlet és a politika a férfiak kizárólagos joga volt.

## Élete
Születésének dátuma és helye nem ismert, 1541-ig – Lukas Hirscher (III.) haláláig – egyáltalán nem említik. Férje halála után ő vette át annak üzleteit, és már 1541-ben kétezer forint huszadot fizetett áruforgalmának értéke után. A következő években is megjelenik az adónyilvántartásokban; 1542-ben többek között 8¾ mázsa viaszt vásárolt havasalföldi kereskedőktől 220 forintért, 1543-ban steyri késeket adott el a törököknek 1040 forint értékben, 1545-ben pedig szövetet vásárolt 560 forintért. A kereskedelemből származó jövedelmen felül számos házat birtokolt Brassó központjában, melyeket férjétől örökölt. A Kapu utcai Hirscher-ház 650 forintos értékével a város harmadik legdrágább háza volt (a 20. században ennek helyén épült fel a Szász Nemzeti Bank épülete), ezen kívül három házat birtokolt a Lópiacon.
Számos alkalommal adakozott a városnak és a rászorulóknak. 1542-ben 100 forinttal járult hozzá a Barcaságot megtámadó Petru Rareșnek küldött 1500 forintos ajándékhoz. 1545-ben jótékonysági alapítványt hozott létre a szegények megsegítésére. A város javára tett legnagyobb cselekedet az Árucsarnok megalapítása és 8000 forintba kerülő építésének finanszírozása volt. A nyugati árucsarnokok stílusát idéző épület egykoron Brassó legnagyobb világi épülete volt; földszintjén és emeletén a mesterek és a kereskedők árulták portékáikat, míg a pince raktárként szolgált.

### Legendája
A szájhagyomány szerint Apollonia Hirscher egyetlen lánya, Barbara megbetegedett, meghalt, és ékszereivel együtt eltemették. Az éj folyamán tolvajok próbálták elrabolni a családi kriptából az ékszereket, minek következtében a tetszhalott lány magához tért és hazarohant anyjához. Apollonia az Árucsarnokot a szerencsés esemény emlékére építtette.
Barbara később ifj. Johannes Benkner városbíró felesége lett, házasságukból két gyermek született.

## Emlékezete
- 1991 óta az ő nevét viseli a brassói Apollonia Hirscher utca.[6]
- 1998 óta minden évben kiosztják az Apollonia Hirscher-díjat, mellyel brassói szász személyiségek jótékonysági cselekedeteit jutalmazzák.[7]
- Több ábrázolás készült róla; valószínűleg már a kortárs Gregorius Pictor is megfestette portréját.[8] A Szász Nemzeti Bank Kapu utcai épületének homlokzatán is egy Apollonia Hirschert ábrázoló freskó volt, ám mára teljesen lekopott.[9]